# Episodi di Covert Affairs (seconda stagione)
La seconda stagione della serie televisiva Covert Affairs è stata trasmessa in prima visione assoluta negli Stati Uniti d'America dal canale via cavo USA Network dal 7 giugno al 6 dicembre 2011; la prima parte della stagione, composta da 10 episodi, si è conclusa il 9 agosto 2011, mentre la seconda parte, formata da 6 episodi, è stata trasmessa dal 1º novembre 2011.
In Italia la stagione è stata trasmessa in prima visione da Mya, canale pay della piattaforma Mediaset Premium, dal 9 gennaio al 23 aprile 2012; in chiaro è attualmente trasmessa da Italia 1 dal 3 giugno 2013.
Tutti i titoli originali degli episodi sono anche titoli di canzoni dei R.E.M.
| nº | Titolo originale               | Titolo italiano                 | Prima TV USA     | Prima TV Italia  |
| -- | ------------------------------ | ------------------------------- | ---------------- | ---------------- |
| 1  | Begin the Begin                | Bentornato nell’agenzia!        | 7 giugno 2011    | 9 gennaio 2012   |
| 2  | Good Advices                   | Missione a Parigi               | 14 giugno 2011   | 16 gennaio 2012  |
| 3  | Bang and Blame                 | Addestramento pericoloso        | 21 giugno 2011   | 23 gennaio 2012  |
| 4  | All the Right Friends          | Scambio di spie                 | 28 giugno 2011   | 30 gennaio 2012  |
| 5  | Around the Sun                 | Operazione NASA                 | 5 luglio 2011    | 6 febbraio 2012  |
| 6  | The Outsiders                  | Escursione in Bielorussia       | 12 luglio 2011   | 13 febbraio 2012 |
| 7  | Half a World Away              | Dall'altra parte del mondo      | 19 luglio 2011   | 20 febbraio 2012 |
| 8  | Welcome to the Occupation      | Ecoterroristi                   | 26 luglio 2011   | 27 febbraio 2012 |
| 9  | Sad Professor                  | Alla ricerca del microdot       | 2 agosto 2011    | 5 marzo 2012     |
| 10 | World Leader Pretend           | Un affare cinese                | 9 agosto 2011    | 12 marzo 2012    |
| 11 | The Wake-Up Bomb               | La bomba                        | 1º novembre 2011 | 19 marzo 2012    |
| 12 | Uberlin                        | L'ex informatrice               | 8 novembre 2011  | 26 marzo 2012    |
| 13 | A Girl Like You                | Il cardinale                    | 15 novembre 2011 | 2 aprile 2012    |
| 14 | Horse to Water                 | Scacco al re                    | 22 novembre 2011 | 9 aprile 2012    |
| 15 | What's the Frequency, Kenneth? | MI6: servizi segreti britannici | 29 novembre 2011 | 16 aprile 2012   |
| 16 | Letter Never Sent              | Una vacanza pericolosa          | 6 dicembre 2011  | 23 aprile 2012   |

## Bentornato nell’agenzia!
- Titolo originale: Begin the Begin
- Diretto da: Kate Woods
- Scritto da: Matt Corman e Chris Ord

### Trama
Ben e Annie ritornano a Washington, dopo aver subito un tentato omicidio durante la sua convalescenza in un ospedale di Guam, ma il ragazzo scompare di nuovo dai canali ufficiali dell’agenzia per poter aiutare Arthur in missioni speciali sotto la sua direzione. Tuttavia, Annie non ha tempo di mettersi sulle sue tracce poiché viene immediatamente assegnata a una nuova missione, ovvero proteggere la tennista estone Nadia Levandi, che lavora segretamente per la CIA come risorsa ma che afferma di voler interrompere la collaborazione, minacciata dalla sua nuova coach. Infatti Annie intuisce che in realtà la donna è un'agente dei servizi segreti russi incaricata di eliminare lei e il suo fidanzato, un importante uomo d’affari intenzionato a liberarsi dall’influenza del Cremlino, e che deve dunque salvarli nel pochissimo tempo a disposizione con l’aiuto di Auggie.
- Altri interpreti: Marija Karan (Nadia Levandi)
- Ascolti USA: telespettatori 4 560 000[5]

## Missione a Parigi
- Titolo originale: Good Advices
- Diretto da: Ken Girotti
- Scritto da: Stephen Hootstein

### Trama
A una settimana dal suo compleanno e mentre Joan dovrà far parte di una giuria popolare presso un tribunale, Annie viene inviata in missione a Parigi dove deve conquistare la fiducia di una segretaria francese dell'ambasciata siriana per convincerla a diventare una risorsa per l'agenzia in modo tale da poter indagare su programmi sospetti di riarmo. Annie rincontra però anche Eyal nel corso di un ricevimento il quale sta cercando di portare avanti lo stesso incarico per conto del Mossad sotto le mentite spoglie di un collezionista d’arte cipriota. Tuttavia la giovane, dopo aver scoperto il loro gioco e fatto un’offerta a entrambi per le informazioni in suo possesso, viene ritrovata uccisa nel suo appartamento da un ignoto sicario, che inseguito da Eyal per i tetti si suicida. Annie utilizza allora tutti i riferimenti trovati fino a quel momento per riuscire a identificare un terrorista siriano presso una stazione ferroviaria cittadina con l'aiuto di Eyal. Quest’ultimo però viene rapito in un bar dai suoi uomini perché in possesso della foto e Annie si ritrova a doverlo furtivamente seguire fino a una villa in campagna per poi salvarlo, usando un abile diversivo.
- Ascolti USA: telespettatori 3 920 000[6]

## Addestramento pericoloso
- Titolo originale: Bang and Blame
- Diretto da: Allan Kroeker
- Scritto da: Erica Shelton

### Trama
Dopo aver portato al pronto soccorso sua nipote in seguito a un incidente domestico e aver conosciuto il giovane medico Scott Weiss, Annie viene rimandata a Camp Peary, ufficialmente per completare l’addestramento con le armi. Il suo incarico stavolta consiste nell’indagare su una fuga di notizie sulle reclute, dopo che una conversazione in chat partita dall'interno del campo d'addestramento, ha smascherato l'identità di una talpa in servizio al regime iraniano. Durante il periodo alla farm della CIA, Annie sospetta inizialmente di Roy Gaskin, uno degli istruttori del campo ma poi, con l’aiuto di Auggie, scoprirà che il suo obiettivo è in realtà uno degli studenti del corso con forti legami familiari all'interno dell'agenzia stessa.
- Altri interpreti: Ben Lawson (Scott Weiss), Tim Guinee (Roy Gaskin)
- Ascolti USA: telespettatori 4 030 000[7]

## Scambio di spie
- Titolo originale: All the Right Friends
- Diretto da: Stephen Kay
- Scritto da: Norman Morrill

### Trama
Annie deve scortare la spia italiana Carlo Reni durante uno "scambio di prigionieri" tra servizi segreti nella provincia di Buenos Aires. Dopo che i due sfuggono all’agguato di un killer mercenario che è sulle loro tracce, Annie scopre che Carlo non è una spia bensì un giornalista e che qualcuno lo vuole morto a causa di una sua inchiesta sulle concessioni petrolifere in Sudamerica del suo governo. Una volta giunti in città e braccati dalla polizia locale che li vuole arrestare, Annie riceve da Joan l’ordine di non recarsi all’ambasciata italiana bensì al porto dove poi verranno recuperati da una squadra di supporto. Nel frattempo, Arthur offre ad Auggie il posto di capo dell’Office of Congressional Affairs, ruolo che però gli precluderebbe l'anonimato e lo costringerebbe ad abbandonare la sua vita da agente supervisore.
- Altri interpreti: Ignacio Serricchio (Carlo Reni)
- Ascolti USA: telespettatori 4 010 000[8]

## Operazione NASA
- Titolo originale: Around the Sun
- Diretto da: Félix Alcalá
- Scritto da: Dana Calvo

### Trama
Annie viene incaricata di indagare assieme a Jai su una talpa reclutata dalle FARC, ovvero il figlio adolescente di un capo ingegnere che lavora all'interno della NASA, e che potrebbe compromettere la sicurezza di alcuni satelliti spia statunitensi. Nel frattempo deve anche abituarsi al nuovo tecnico operativo Reva Kline, arrivata a sostituire Auggie dopo il suo approdo all'OCA e ancora poco a suo agio nel suo nuovo incarico. 
Auggie riceve come primo compito quello di desecretare alcune iniziative intraprese in Afghanistan, tuttavia egli decide di mantenere la sua copertura segreta e riconsidera la sua decisione riguardo all'OCA stessa.
- Ascolti USA: telespettatori 4 810 000[9]

## Escursione in Bielorussia
- Titolo originale: The Outsiders
- Diretto da: Marc Roskin
- Scritto da: Julia Ruchman

### Trama
Annie e Reva, in missione al confine polacco-bielorusso col compito di installare delle telecamere di sorveglianza nella foresta di Białowieża, scoprono per caso un grosso traffico di armi nascoste in un villaggio abbandonato; catturate dalla polizia segreta bielorussa, sono fatte prigioniere in attesa di un ingente riscatto. Jai, il quale nel frattempo stava cercando un nuovo lavoro a Berlino, deve dunque mettere in piedi una squadra di recupero non autorizzata per entrare in Bielorussia e salvarle: compito che diventa più difficile per via del malfunzionamento dell'elicottero che doveva servire alla fuga, fatto che costringe Annie e Reva a trovare un altro modo per lasciarsi gli inseguitori alle spalle e dirigersi verso il confine ucraino.
- Guest star: Peter Stormare (Max Kupala)
- Ascolti USA: telespettatori 4 300 000[10]

## Dall'altra parte del mondo
- Titolo originale: Half a World Away
- Diretto da: Félix Alcalá
- Scritto da: Julia Ruchman

### Trama
Auggie è in vacanza a Istanbul per seguire un festival jazz internazionale, sua grande passione, ma il viaggio si trasforma in una missione personale quando in una registrazione audio del concerto riconosce casualmente la voce del terrorista che, quand'era un ufficiale delle forze speciali di stanza in Iraq, l'ha reso cieco. Aiutato da Franka, un’assistente di volo con cui ha avuto una fugace avventura, Auggie decide di risalire alla posizione in cui è avvenuta quella conversazione e poi di pedinare uno dei due uomini coinvolti affinché lo conduca al suo bersaglio. Nel frattempo, Annie è stata incaricata da Auggie di contattare a Baltimora la sorella del terrorista ma l’agente Rossabi è anch’esso sulle sue tracce e non vuole che Annie bruci il suo lavoro. Giunto a un piccolo aeroporto fuori città, Auggie lo trova nascosto dentro un aereo cargo e decide di vendicarsi disobbedendo inizialmente sia all’agenzia sia all'amica Annie, prima di rinsavire e limitarsi a catturare il criminale, consegnandolo a una prigione federale statunitense.
- Guest star: Rebecca Mader (Franka)
- Ascolti USA: telespettatori 4 550 000[11]

## Ecoterroristi
- Titolo originale: Welcome to the Occupation
- Diretto da: John Fawcett
- Scritto da: Zak Schwartz

### Trama
Mentre Annie sta facendo arrampicata sportiva assieme al medico con il quale sta uscendo, Joan riceve una richiesta d'aiuto dalla sua vecchia amica e collega Megan Wilkins, la quale sta lavorando da due anni sotto copertura in una compagnia petrolifera sudamericana. Megan è prigioniera nel grattacielo della compagnia a Città del Messico assieme agli altri dirigenti, tenuti in ostaggio da un gruppo di sedicenti ecoterroristi in cambio di un grosso riscatto. Assieme ad Annie e al redivivo Ben Mercer, Joan si mette subito in viaggio in una missione di ricognizione per trarre in salvo gli ostaggi, fingendo di far parte di una troupe televisiva ambientalista incaricata di fare un’intervista. Intanto, Jai scopre il legame tra suo padre Henry e la giornalista Liza Hearn, e chiede spiegazioni.
- Altri interpreti: Sonya Salomaa (Megan Wilkins)
- Ascolti USA: telespettatori 4 360 000[12]

## Alla ricerca del microdot
- Titolo originale: Sad Professor
- Diretto da: J. Miller Tobin
- Scritto da: Alex Berger

### Trama
Quando l'ex professore di lingue di Annie Mark Ramsay viene ucciso da agenti clandestini pakistani legati al Lashkar-e Taiba, la ragazza scopre da Joan che l'uomo era un agente della CIA e che fu proprio lui a reclutarla fin dai tempi dell’università. Ancora sconvolta dalla rivelazione, Annie si trova costretta a riferire la cosa all'ignara moglie Safia e allo stesso tempo deve recuperare un microdot, che contiene tutte le informazioni raccolte e per le quali l’uomo è stato assassinato. Inoltre Annie scopre che era proprio uno studente del suo corso che passava segretamente informazioni ai pakistani e di conseguenza deve trovare un modo per sfuggire ai suoi inseguitori. Come se ciò non bastasse e alla luce dell’esperienza subita, la ragazza incontra sempre più problemi nel cercare di tenere segreto alla sorella Danielle il suo lavoro di spia.
- Altri interpreti: Laara Sadiq (Safia Ramsay)
- Ascolti USA: telespettatori 4 610 000[13]

## Un affare cinese
- Titolo originale: World Leader Pretend
- Diretto da: Kate Woods
- Scritto da: Matt Corman e Chris Ord

### Trama
Annie riesce a portare a termine con successo la missione di far defezionare negli Stati Uniti un dissidente cinese intenzionato a fornire segreti sull’arricchimento dell’uranio nelle miniere del suo paese, ma presto l’ingegnere inizia a mostrare i segni di un avvelenamento letale da polonio 210 e Annie sospetta dell'accaduto un amico intimo dell'uomo direttamente coinvolto, ovvero un funzionario dell’organizzazione culturale asiatica già membro delle People's Liberation Army Special Operations Forces. La stessa Annie è stata a sua volta avvelenata, fortunatamente in maniera leggera: questo fatto però la spinge a lasciare il medico con cui ha una relazione e a confessare a Danielle il suo vero lavoro dopo due anni, ma la sorella reagisce male alla notizia cacciandola di casa. Nel frattempo, Joan offre a Jai un nuovo posto nella stazione CIA in Arizona ma poi Arthur deciderà di affidargli la direzione di una nuova divisione chiamata Ufficio progetti speciali.
- Ascolti USA: telespettatori 4 700 000[14]

## La bomba

Annie in missione a Venezia

- Titolo originale: The Wake-Up Bomb
- Diretto da: Stephen Kay
- Scritto da: Stephen Hootstein

### Trama
Dopo una missione fallita a Venezia durante la quale doveva farsi consegnare un plico da un contatto poi ucciso da ignoti sicari, Annie cade in un periodo negativo e inizia a dubitare delle sue capacità. Joan le dà del tempo libero di riposo per pensare a sé stessa e sistemarsi nella sua nuova casa sicura: in questo periodo la ragazza conosce Xavier, un affascinante cuoco di origine basca con però un fratello, Gorka, coinvolto in passato nell'ETA. Pertanto l'agenzia, dopo esser stata informata dai servizi spagnoli, chiede ad Annie di tenere d'occhio il ragazzo e Annie inizia a sospettare che il fratello voglia preparare un attentato negli Stati Uniti contro un membro importante del consolato spagnolo. Annie viene presa in ostaggio da Gorka, il quale le dice che invece ha fatto intenzionalmente saltare in aria il ristorante del fratello per punirlo del suo tradimento ma alla fine viene salvata in tempo da Xavier.
- Guest star: Santiago Cabrera (Xavier), Matias Varela (Gorka)
- Ascolti USA: telespettatori 2 700 000[15]

## L'ex informatrice
- Titolo originale: Uberlin
- Diretto da: Jonathan Glassner
- Scritto da: Erica Shelton

### Trama
Mentre sta lavorando a un caso di riciclaggio di denaro in varie attività sospette a Berlino, Annie cerca di avvicinare la moglie del ricco e losco uomo d'affari coinvolto Isaac von Hagen. Petra Müller, un’ex agente della Stasi, è anche una ex fiamma e risorsa di Arthur Campbell e chiede espressamente ad Annie di volerlo incontrare. Nonostante sia ormai una personalità pubblica, Arthur decide di raggiungere Annie per portare avanti la missione sul campo: deve fingersi un cliente del marito, depositando una cospicua somma, per cercare di ottenere una lista completa di killer e terroristi coinvolti nei suoi affari ma la copertura improvvisamente salta e quindi si trovano costretti alla fuga per salvare la donna. Nel frattempo Auggie deve andare a Richmond a una funzione commemorativa di un commilitone deceduto in guerra, dove incontra sua sorella minore Parker.
- Altri interpreti: Nina Kronjäger (Petra Müller)
- Ascolti USA: telespettatori 2 670 000[16]

## Il cardinale
- Titolo originale: A Girl Like You
- Diretto da: Stephen Kay
- Scritto da: Norman Morrill

### Trama
Eyal Lavin è venuto a Washington dove si sta spacciando per un agente della CIA e Annie viene incaricata di seguirlo, per scoprire le sue reali intenzioni nei confronti di un informatore di origine mediorientale dell’FBI invischiato in appalti illeciti. Annie, dopo aver cercato di aiutarlo mettendosi nei guai con i federali, scopre che il vero scopo di Eyal, infatti, è quello di rintracciare e vendicarsi del killer yemenita Fouad Sayed, detto "Il Cardinale", il quale nove anni prima gli aveva ucciso la sorella in un kibbutz sulle alture del Golan, spingendolo per tale motivo a entrare nel Mossad.
Intanto Parker rivela ad Auggie di voler partire per l'Eritrea, ma lui si dimostra molto preoccupato per questa sua pericolosa scelta e tenta, senza successo, di dissuaderla dato che nel frattempo hanno iniziato a frequentarsi.
- Ascolti USA: telespettatori 2 260 000[17]

## Scacco al re
- Titolo originale: Horse to Water
- Diretto da: Rosemary Rodriguez
- Scritto da: Alex Berger

### Trama
A Mosca viene ucciso Yuri Trubaciev, un ingegnere nucleare russo nonché risorsa della CIA dalla fine della Guerra fredda: della delazione viene accusato Max Langford, ex analista dell'agenzia, ora detenuto in isolamento in una prigione per vendita fraudolenta di informazioni riservate al Cremlino. Dunque Annie, precedentemente impegnata in una maratona assieme a Danielle, viene incaricata di scoprire come Langford possa aver fatto uscire la soffiata attraverso un complesso sistema in codice basato sugli scacchi. 
Una volta messasi in contatto, sotto la falsa identità di una reporter amante dei cavalli, con la figlia minore di Max Grace, veterinaria, Annie dovrà scoprire se anche lei è coinvolta nella faccenda assieme all'altra sorella Bibi, che invece fa il doppiogioco per i russi assieme al padre.
- Ascolti USA: telespettatori 2 290 000[18]

## MI6: servizi segreti britannici
- Titolo originale: What's the Frequency, Kenneth?
- Diretto da: Omar Madha
- Scritto da: Donald Joh

### Trama
Annie si reca allo Smithsonian Institution per avvalorare la sua copertura non ufficiale ma nell'atrio del palazzo viene agganciata da un uomo che le dà appuntamento entro un'ora alla giostra del parco: si tratta di Kenneth Martin, un sedicente agente dell'MI6, che la crede una vera curatrice del museo e cerca di reclutarla. Dietro ordine di Joan, Annie accetta e sta al gioco ricevendo il compito di procurarsi l'agenda degli appuntamenti di Kalim Bikri, un iraniano incaricato dallo Smithsonian di restaurare una delle venti copie del Il Pensatore di Auguste Rodin ma in realtà un ricercato dell’FBI. Nel frattempo, Jai viene esortato dal padre a dimostrare a Langley quanto vale per non perdere la posizione conquistata mentre Auggie deve rassegnarsi a salutare Parker, in partenza con i Peace Corps.
- Guest star: Tony Curran (Kenneth Martin)
- Ascolti USA: telespettatori 3 220 000[19]

## Una vacanza pericolosa
- Titolo originale: Letter Never Sent
- Diretto da: Allan Kroeker
- Scritto da: Matt Corman e Chris Ord

### Trama
Annie si concede una vacanza a Stoccolma assieme a Danielle che è in crisi coniugale, ma una volta atterrata, l'agenzia le chiede di ritirare una busta da un contatto locale e consegnarla a un uomo, riconoscibile da un garofano all'occhiello, al Waterfront Congress Centre. La consegna non va però come previsto, con Danielle che viene anche erroneamente scambiata per lei da un sicario, e dunque Annie deve trovare un modo per fuggire incolume dalla città con la barca di Magnus insieme alla sorella dopo aver però ucciso per la prima volta con una pistola il killer. Intanto Jai rivela il suo piano ad Arthur, dopo aver provocato una situazione piuttosto inaspettata con la commissione di inchiesta dell’ufficio legale sull"operazione Lince" organizzata tempo prima, e pertanto Henry Wilcox finisce per essere denunciato come la fonte della fuga di informazioni confidenziali alla giornalista Liza Hearn.
- Ascolti USA: telespettatori 3 200 000[20]